# Czernihiwka
Czernihiwka (ukr. Черні́гівка) – osiedle typu miejskiego na Ukrainie w obwodzie zaporoskim, siedziba władz rejonu czernihiwskiego.
Miejscowość leży nad rzeką Tokmak.

## Historia
Status osiedla typu miejskiego posiada od 1957.
W 1989 liczyła 8645 mieszkańców.
W 2013 liczyła 6186 mieszkańców.